# ساختمان ثبت احوال رودسر
ساختمان ثبت احوال رودسر مربوط به دوره پهلوی اول است و در رودسر، جنوب میدان شهرداری واقع شده و این اثر در تاریخ ۲ بهمن ۱۳۸۲ با شمارهٔ ثبت ۱۰۷۸۳ به‌عنوان یکی از آثار ملی ایران به ثبت رسیده است.
این ساختمان یکی از نه ساختمانی هست که در مجموعه میدان شهرداری رودسر واقع شده است. شایان ذکر است این مجموعه، کامل‌ترین مجموعهٔ میدان رضاشاهی در شمال کشور است که شامل نه ساختمان اداریِ شهرداری، ثبت احوال، پست و تلگراف، دارایی، شهربانی، دادگاه، ثبت اسناد و املاک، ژاندارمری و فرهنگ می‌باشد و به سبک معماری آلمانی و با ویژگیِ تمرکز کلیهٔ ادارات دولتی در یک کُلُنی یا مجموعه ساخته شده است. هر یک از این ساختمان‌ها دارای گچ بری‌های زیبا و منحصر به فرد بوده و به عنوان یکی از جاذبه‌های تاریخی جذاب و دیدنی شهر رودسر شمرده می‌شود.